# 21337 Sansepolcro
21337 Sansepolcro este o planetă minoră (asteroid) din centura de asteroizi. A fost descoperită pe 17 ianuarie 1997 la  de Andrea Boattini⁠(d) și a fost numită după Sansepolcro. 
Obiectul prezintă o orbită caracterizată de o semiaxă mare de 2,979471 UAi, o excentricitate de 0,07, o înclinație de 9,6784 ° în raport cu ecliptica.